# Териак

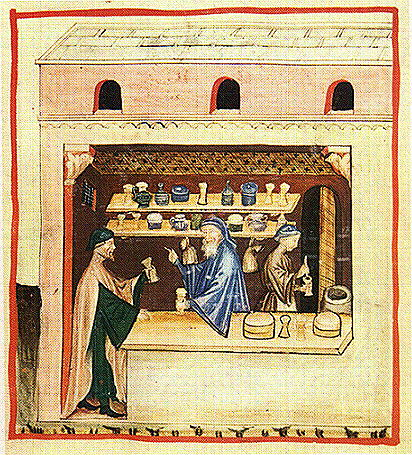
Приготовление териака (гравюра из средневекового медицинского кодекса)

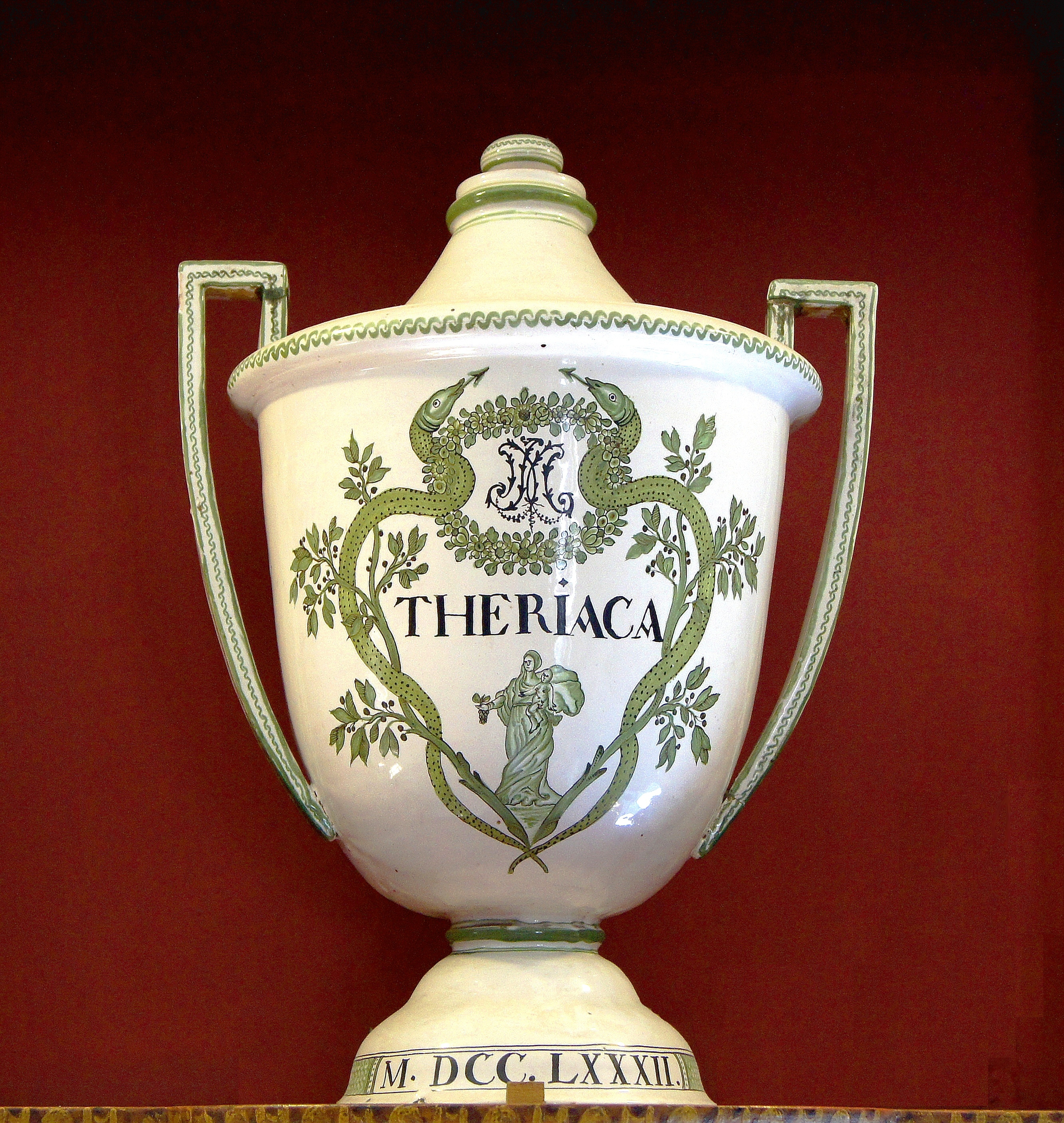
Териаковый горшок 1782 года из больницы в Боне

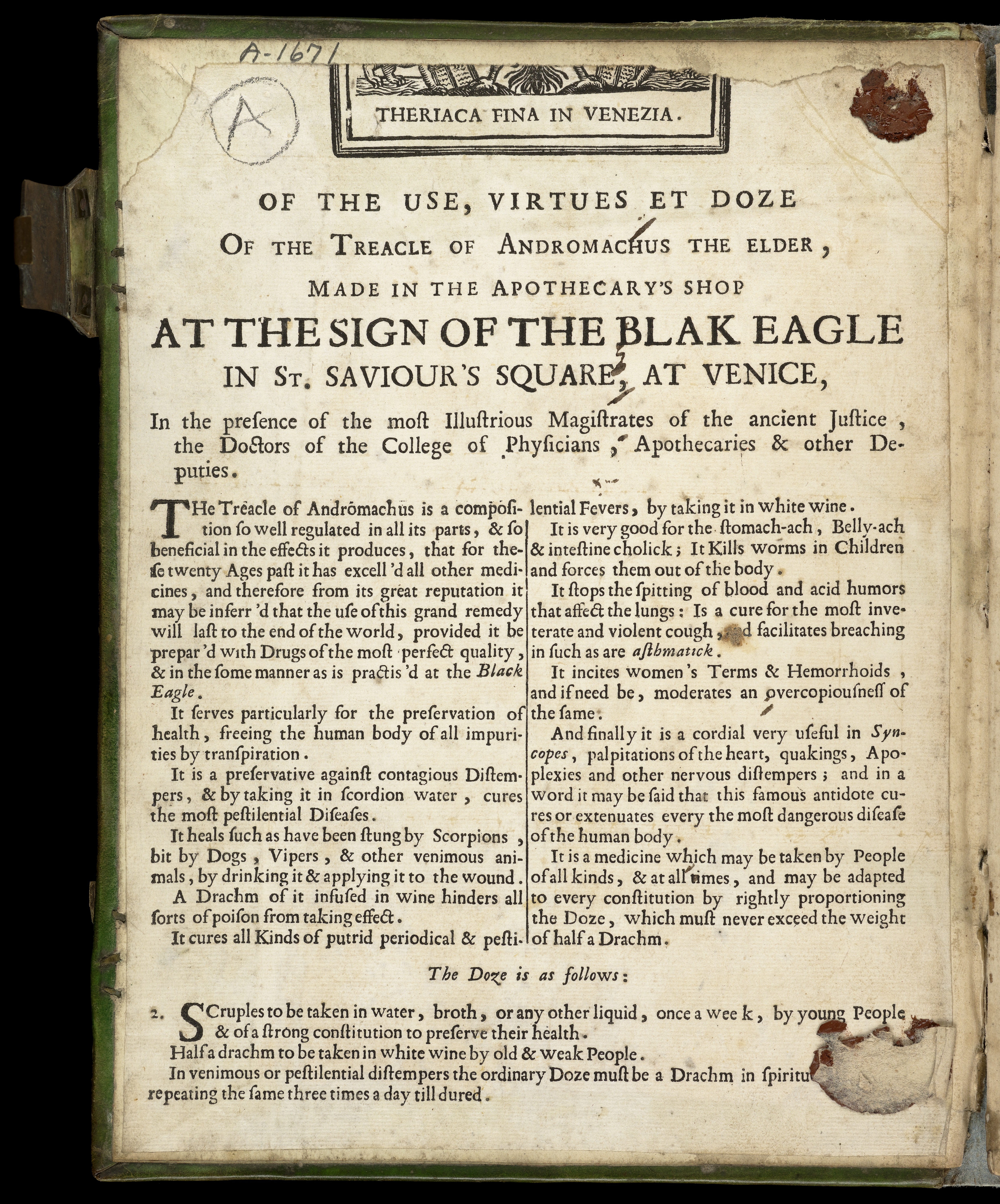
Инструкции по применению и дозировке в рекламе венецианской патоки (ок. XVIII века)

Териа́к (териак Андромаха; др.-греч. θηριακή, от θηρίον — 'животное, зверь') — мнимое универсальное противоядие, должное излечивать все без исключения отравления, в том числе самоотравления организма, развившиеся в результате внутренних болезней. Позднее териаку было также приписано свойство всесильного профилактического средства, дающего своему владельцу долгую здоровую жизнь. Исчез из употребления в Новое время.

## История
Если верить легендам, первый териак был изобретен царём Митридатом VI Евпатором, который, постоянно опасаясь отравления, ставил опыты на преступниках и создал некий универсальный препарат (названный по имени изобретателя «митридатикумом»), который настолько хорошо смог защитить его от любых ядов, что когда возникла опасность попасть в римский плен, царь вынужден был заколоться мечом — все существующие яды оказались бессильны. Его победитель — Гней Помпей Великий, — ворвавшись во дворец, якобы в первую очередь дал приказ разыскать чудодейственное лекарство.
В древнем Риме териак был впервые составлен, путём изменения состава и доведения компонентов с 54 до 74, Андромахом, врачом императора Нерона. Он же изменил название первоначального лекарства на «териак» или «митридатикум-териак». Считается, что именно это средство принимала мать Нерона, Агриппина, из страха быть отравленной сыном.
У Плиния Старшего в книге 29 Естественная История есть следующее сообщение: 

 XXI.70. Из змеи изготовляются пилюли, которые греки называют териаком… которыми пользуются для [изготовления] многих лекарств.

Териаком интересовался один из основателей врачебного искусства Гален (131—201 года н. э.), чьи рекомендации по изготовлению «универсального противоядия» оставались в силе до начала XIII века. За усовершенствование рецепта он получил от императора Марка Аврелия золотую цепь с выбитой на ней надписью «Антонин — император римлян, Галену — императору врачей».
Известно также, что опыты с териаком ставили средневековые арабские медики. Считается, что халиф Мотавекким имел обыкновение во время пиршеств подвергать своих гостей змеиным укусам и излечивать их териаком.
Знаменитый еврейский врач Рамбам в своем труде «Лечение отравлений», вышедшем в Кордове в начале XIV века, упоминает уже не один, а множество «больших» и «малых» териаков.
Константинополь, Каир, Генуя и Венеция считались основными центрами по изготовлению особо действенных териаков. В конечном итоге «венецианский териак» (или «трикл») в XIII веке сумел окончательно затмить своих соперников.
Высокая цена, редкость и ореол тайны, окружавший этот препарат, привлёк внимание мошенников от медицины. Для того, чтобы избежать подделок, аптекарский устав XVI века требует, чтобы териак готовился публично — столы с оборудованием устанавливали прямо на площадях — причем каждая его часть осматривалась присяжными, на прилагающемся документе обязательно указывался состав лекарства и дата его изготовления. Готовая «смесь» настаивалась ещё в течение полугода (впрочем, для «вызревания» некоторых териаков требовалось несколько лет), и только затем продавалась всем желающим. Из-за сложности приготовления и большого количества компонентов цена териака была настолько высока, что купить его могли только состоятельные люди. Правила составления универсального противоядия считались тайной врачебной гильдии.
В 1667 году французский аптекарь Моисей Шара впервые обнародовал состав «французского» териака.
В XVIII веке из венецианского териака научились изготовлять пластыри, которые рекомендовалось накладывать на живот, чтобы успокоить боли. Шарлатан Иероним Ферранти, родом из итальянского города Орвието, изготовлял пилюли из «венецианского» или «орвиетского» териака и с прибылью сбывал их страждущим.
В XVIII веке териак был включён в официальную русскую фармакопею, но в сильно изменённом составе. Русский териак включал около 13 компонентов, в том числе корни валерианы.
Окончательно териак покидает историческую арену во второй половине XIX века — последние упоминания о нём встречаются в лондонской (1745), французской (1818) и германской (1872) «фармакопеях».

## Состав и приготовление
Вероятно, исконный препарат — «митридациум» — представлял собой тонко протёртую пасту из лекарственных трав или настойку на винной или медовой основе. Всего в нём было 54 компонента. Андромах прибавил к исконному рецепту мясо гадюки, опиум, гиацинт, бобровую струю и некоторые другие ингредиенты. Они подбирались согласно античному представлению о том, что «подобное излечивается подобным». Поэтому лекарство, содержащее змеиное мясо, сможет излечивать от змеиных укусов. Общий состав был увеличен до 74 частей. Свой рецепт Андромах сопроводил краткой поэмой из 180 строк, которую позже приводит в своём сочинении Гален.
Сам Клавдий Гален, по-видимому, сильно переработал рецепт своего предшественника, добавив в его состав настойку мака.
Авраам Ибн Дауд, еврейский философ XII века из Испании, упоминает териак в своей книге «Эмуна Рама» (Иерусалим, 1967, с. 49). По его свидетельству териак состоит из 84 элементов.
«Германская фармакопея» 1535 г. описывает териак из 12 веществ: ангеликового корня, валерианы, цитварного семени, корицы, кардамона, опия, мирры, сернистого железа, мёда и т. д.
Моисей Шара, знаменитый французский аптекарь (1619—1698 гг.), описал состав териака, употреблявшегося в то время — горечавка, перец, мирра, акация, роза, ирис, рута, валериана, зверобой, фенхель, анис, а также высушенные и смолотые в порошок змеиное и бобровое мясо.
Позднейшие териаки также включали в себя корень валерианы и настойку опия, в русский териак XVIII века также входили корни дягиля, валерианы, касатика, горечавки, плоды бузины и можжевельника.
Согласно медицинской теории прошлых веков, териак должен был иметь исключительно сложный состав, ведь чем больше в нём находилось компонентов, тем больше разновидностей ядов он мог излечивать. Так, нюрнбергский териак включал в себя 65 составляющих, французский териак XVI—XVII веков — 71 ингредиент. Бывало, что количество частей доходило до ста.
Иногда в него клали просто всё, что подворачивалось под руку. По преданию некий французский аптекарь сказал Клоду Бернару, в то время проходившему у него практику: «Не выбрасывайте это, мсье Клод, пойдет для териака».
Согласно «Французскому Кодексу» 1758 года, полная и окончательная формула териака выглядела следующим образом:
Смирнского опия: 120 частей; имбиря: 60 частей; флорентийского ириса: 60 частей; валерианы: 80 частей; аира обыкновенного: 30 частей; ревеня: 30 частей; лапчатки серебристой: 30 частей; корня аристолохии: 10 частей; корней копытника: 10 частей; корней горечавки: 20 частей; корня меума: 20 частей; мякоти алоэ: 10 частей; цейлонской корицы: 100 частей; лепестков гиацинта: 60 частей; майорана критского: 30 частей; листьев лавра: 30 частей; листья дубровника обыкновенного: 60 частей; побегов душевника лекарственного: 30 частей; побегов шандры: 30 частей; побегов мяты: 30 частей; побегов дубровника: 20 частей; побегов каммаэпитиса: 20 частей; побегов зверобоя: 20 частей; соцветий красной розы: 60 частей; шафрана: 40 частей; цветов лаванды: 30 частей; сухой кожицы лимона: 60 частей; стручков перца: 120 частей; чёрного перца: 60 частей; семян петрушки: 30 частей; семян амми: 20 частей; семян фенхеля: 20 частей; анисовых семян: 50 частей; семян сесели: 20 частей; моркови критской: 10 частей; чечевицы: 200 частей; репы: 60 частей; семян кардамона: 80 частей; грибов: 60 частей; сока лакрицы: 120 частей; сока акациевого: 40 частей; аравийской камеди: 20 частей; мирры: 40 частей; ладана: 30 частей; камеди: 20 частей; экстракта смолоносицы: 10 частей; опопанакса: 10 частей; бензойной смолы: 20 частей; бобровой струи: 10 частей; мякиша хлебного: 60 частей; сукновальной глины: 20 частей; порошка сульфата железа: 20 частей; битума иудейского: 10 частей.

### Способ приготовления
Все эти ингредиенты измельчали в порошок и просеивали через шёлковую ткань. На 1000 частей полученного «порошкообразного териака» брали 50 частей китайского терпентинного масла, 3500 частей белого мёда и 250 частей красного вина сорта «гренаш».
Терпентинное масло нагревали на водяной бане до полного разжижения и постепенно добавляли в него половину порошка. Мёд также нагревали до текучего состояния, в него добавляли терпентинное масло, затем остаток порошка и вино до получения мягкой пасты. В течение нескольких месяцев готовый териак настаивали, затем разминали в ступке до полного исчезновения комков.

### Назначения и дозы
Готовый териак представлял собой мягкую черноватую пасту (этот цвет ему сообщала лакрица), по консистенции похожую на мёд. Со временем смесь затвердевала, её можно было резать на куски и изготовлять пастилки.
Для взрослого при болях в животе рекомендовалось принимать 4 г ежесуточно, для ребёнка доза варьировала от 50 мг до 2 г.
Употреблять териак можно было в исходном виде или растворяя его в воде. Иногда в ходу были пастилки из териака или же микстура, которую составляли в отношении 1 часть териака на 6 частей коньячного спирта.

## Критика
Уже в XVII веке териак вызывал критические замечания врачей, в частности англичанин Гидеон Гарвей в своей работе «Искусство лечения болезней ожиданием» (1689 г.) писал, что «Лев, медведь, тигр, кошка, волк, собака и сотня других диких зверей вдобавок, собранные вместе, не могли бы произвести в воздухе такого шума, как все неукротимые элементы „мидриатикума-териака“ производили в желудке, если бы опиум, находящийся среди них, не успокаивал бы их бешенства и не сдерживал бы их ненормальность».
Во французской фармакопее 1788 года содержится желчный комментарий: «Занимавший столь долго и столь большое место в фармации и терапии, териак отныне покидает арену истории и переходит в область легенд». Впрочем, её составители ошиблись — вера в универсальное противоядие держалась после этого ещё около ста лет.

## Интересные факты
- Смесь мирры, лавровых ягод, кирказона и горечавки именовали «териаком для бедных»[2].
- В России териак впервые появляется в багаже английского купца Джерома Горсея. Этим дорогим и редким снадобьем он снабжает Афанасия Нагого, брата царицы, которую, по слухам, после убийства сына сочли отравленной.